# 峇里種姓制
峇里種姓制与印度种姓制度差不多。但与印度不同的是峇里島只有四个种姓没有次种姓。在峇里島人口最多的是首陀罗，有93%。
四個種姓分别為:
- 婆羅門——聖人和祭司，老師
- 剎帝利——包括一些貴族和國王
- 吠舍——商人和行政官員的種姓
- 首陀罗——農民

四个種姓也说峇里语但字眼上有不同以辨别种姓。多数刹帝利也是爪哇人满者伯夷王國的后裔。峇里種姓制不同於印度的瓦爾納，他們可互相交換身分。
此制度维持到1960年代，支持种姓制的人与印尼共产黨等反对种姓制的人衝突，引起印尼九·三〇事件。